# 화이트 퀸
《화이트 퀸》(영어: The White Queen)은 2013년에 방영된 BBC 드라마이다.